# Cathédrale de l'Assomption de Covington
Cette  cathédrale n’est pas la seule cathédrale de l'Assomption.
La cathédrale de l'Assomption (en anglais : Cathedral of the Assumption) est l'église-mère du diocèse de Covington et se trouve dans la ville de Covington, dans l'État américain du Kentucky. Consacrée en 1901 à l'Assomption de la Bienheureuse Vierge Marie, elle est la cathédrale du diocèse. 
Un bref apostolique du pape Pie XII lui confère également le titre de basilique mineure.

## Histoire
L'édifice actuel succède à un modeste sanctuaire édifié en 1834 et consacré sous le nom de « Sainte-Marie ». Ce dernier ne tarde cependant pas à se révéler trop exigu, ce qui détermine les autorités paroissiales à envisager la construction d'une nouvelle église dès 1851. Un terrain est acquis à cet effet quelques mois plus tard.
C'est en 1853 qu'est érigé le diocèse de Covington : il ne s'agit plus de construire une simple église paroissiale, mais bel et bien une cathédrale. La première pierre en est posée le 2 octobre 1853, mais le chantier est rapidement interrompu. Ce dernier ne reprend qu'en 1894, sous l'impulsion du troisième évêque du diocèse, Camillus Paul Maes. Le prélat choisit un nouveau site, au centre de la ville, sur lequel il prévoit d'élever un sanctuaire inspiré par les grandes cathédrales gothiques européennes. Pour ce faire, il s'adjoint les services d'un architecte originaire de Détroit, Léon Coquard.
Les travaux débutent au mois de juillet 1894. Trois ans plus tard, les murs du chœur, des croisillons et de la nef sont sortis de terre. En 1901, seule manque la façade et les tours prévues à l'origine, que des difficultés financières conduisent à différer. Un mur de briques, seulement percé d'un portail ogival et d'un oculus, vient temporairement clore la nef. Le 27 janvier de cette même année, la cathédrale inachevée est consacrée lors d'une cérémonie solennelle.
Il faut attendre sept ans pour que les travaux de la façade, inspirée directement de la cathédrale Notre-Dame de Paris, puissent enfin débuter. Ceux-ci durent de 1908 à 1910, mais les tours prévues ne voient jamais le jour. Divers aménagement sont menés jusqu'au décès de l'évêque Maes en 1915, qui marque la fin des travaux.
Le 8 décembre 1953, le pape Pie XII fait de la cathédrale une basilique mineure.

## Architecture

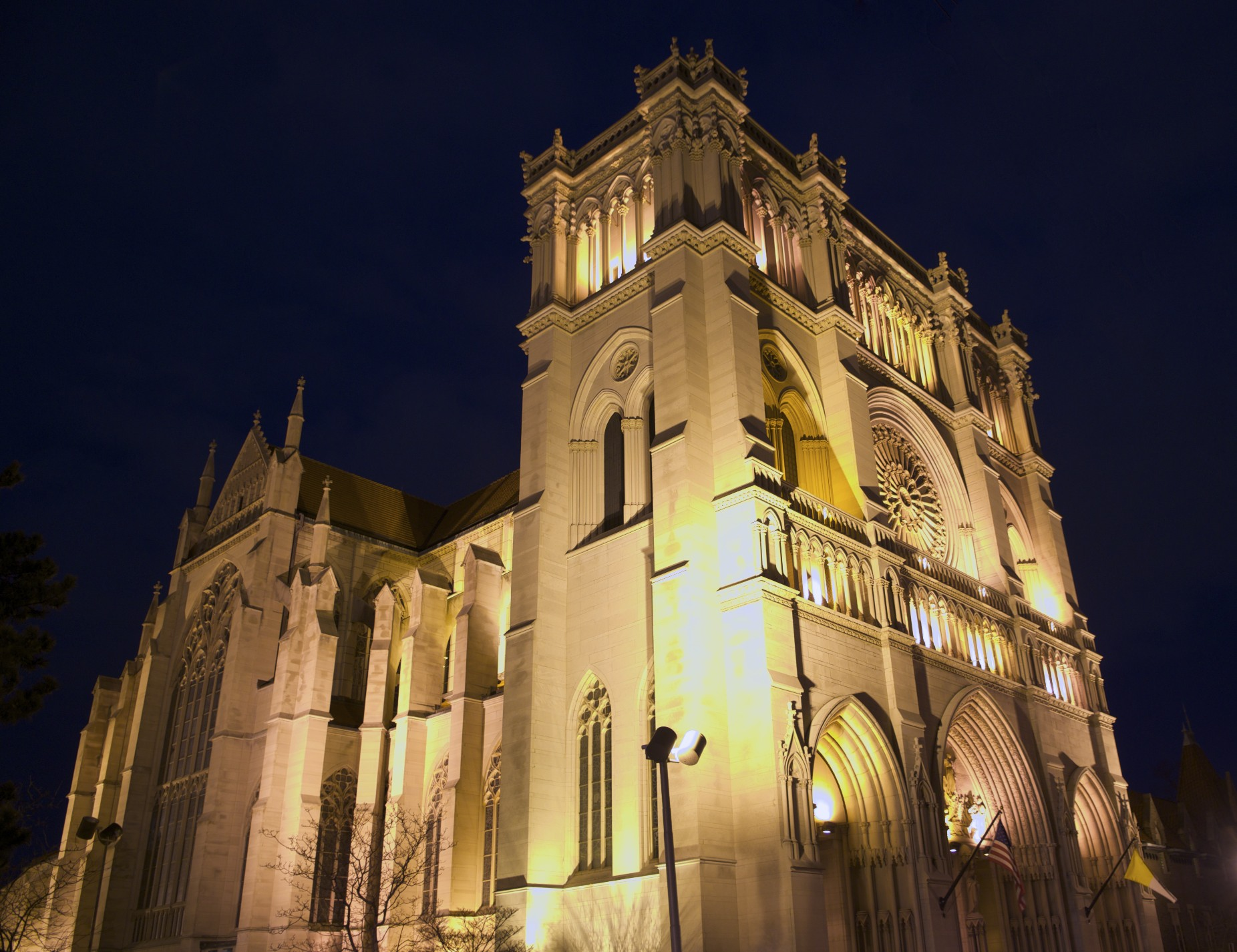
La façade de la cathédrale s'inspire de Notre-Dame de Paris

L'édifice, de style néo-gothique, s'inspire largement du style gothique français, dont on retrouve le triple niveau d'élévation (arcades, triforium, grandes baies ogivales). Basée sur un plan en croix latine, la cathédrale est formée d'une nef de six travées, d'un chœur à déambulatoire de quatre travées et d'un transept saillant flanqué de bas-côtés, l'ensemble étant couvert de croisées d'ogives. La longueur totale de l'édifice (du narthex à l'abside) est de 55 mètres (180 pieds) pour une hauteur maximale sous voûte de 25 mètres (81 pieds).
Le croisillon nord abrite une colossale baie à remplages rayonnant qui serait l'une des plus grandes du monde : ses dimensions atteignent les 20 mètres de haut (67 pieds) pour 7 mètres de large (24 pieds). Elle contient une série de vitraux évoquant le concile d'Éphèse.
Des fresques réalisées par l'artiste Frank Duveneck, originaire de la ville, ornent certains murs de l'édifice. Elles ont été complétées en mai 1910.
Si l'intérieur du sanctuaire est marqué par l'influence de la basilique Saint-Denis, la façade s'inspire largement de la cathédrale Notre-Dame de Paris. Les sculptures du portail central sont l'œuvre du sculpteur Clement Barnhorn. Les vitraux sont issus des ateliers de Franz Mayer en Bavière.
La cathédrale a été restaurée en 2002 par les Conrad Schmitt Studios, un atelier de restauration basé dans le Wisconsin.

## Notes et références

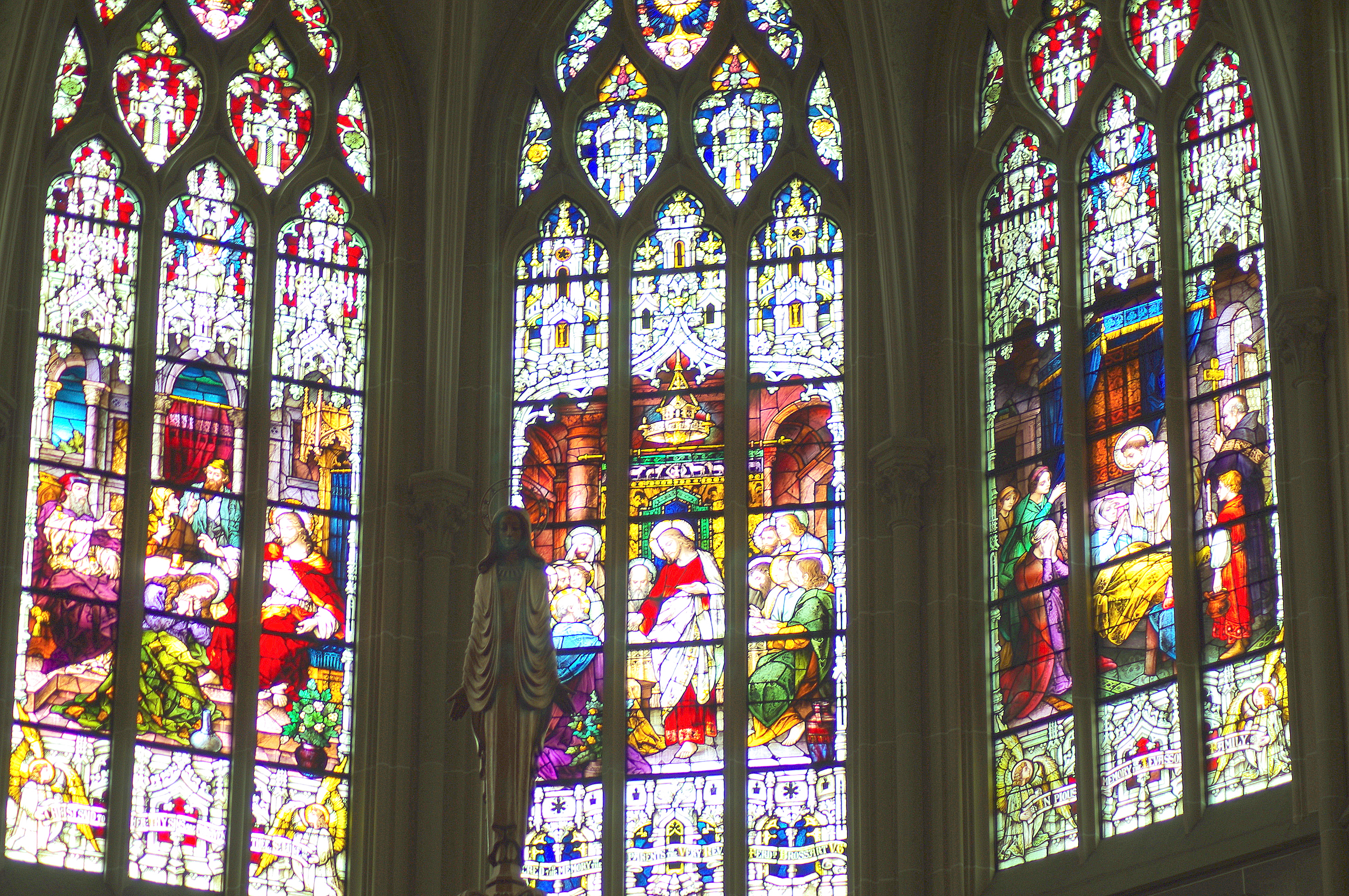
Vitraux de Franz Mayer dans le chœur.